# 00K Licenza di...
00K Licenza di..., in seguito semplicemente 00K, è stato un programma radiofonico italiano di genere musicale, andato in onda su Radio Kiss Kiss dal 2008 al 2013, condotto da Marco e Giò.
Il programma andava in onda nel pomeriggio, dalle 14:00 alle 17:00 dal lunedì al venerdì e il sabato dalle 13:00 alle 16:00.